# Viels-Maisons
Ne doit pas être confondu avec Vieux-Maisons.
Viels-Maisons est une commune française située dans le département de l'Aisne, en région culturelle et historique de Picardie, administrative Hauts-de-France. Elle est située à la frontière avec la région parisienne.
Ses habitants sont les Vieux-Montois ou les Vieux-Maisonnois.

## Géographie

### Communes limitrophes
Les communes limitrophes sont La Chapelle-sur-Chézy, L'Épine-aux-Bois, Montfaucon, Nogent-l'Artaud, Rozoy-Bellevalle, Vendières et Verdelot.

### Hydrographie

#### Réseau hydrographique
La commune est située dans le bassin Seine-Normandie. Elle est drainée par le ru de Vergis, le ru Moreau, le fossé 01 de Coubertin, le fossé 01 de la commune de Viels-Maison, le fossé 01 de la Picoterie, le fossé 01 de l'étang des Houssois, le ru Batard et le ru de la Madeleine,,.

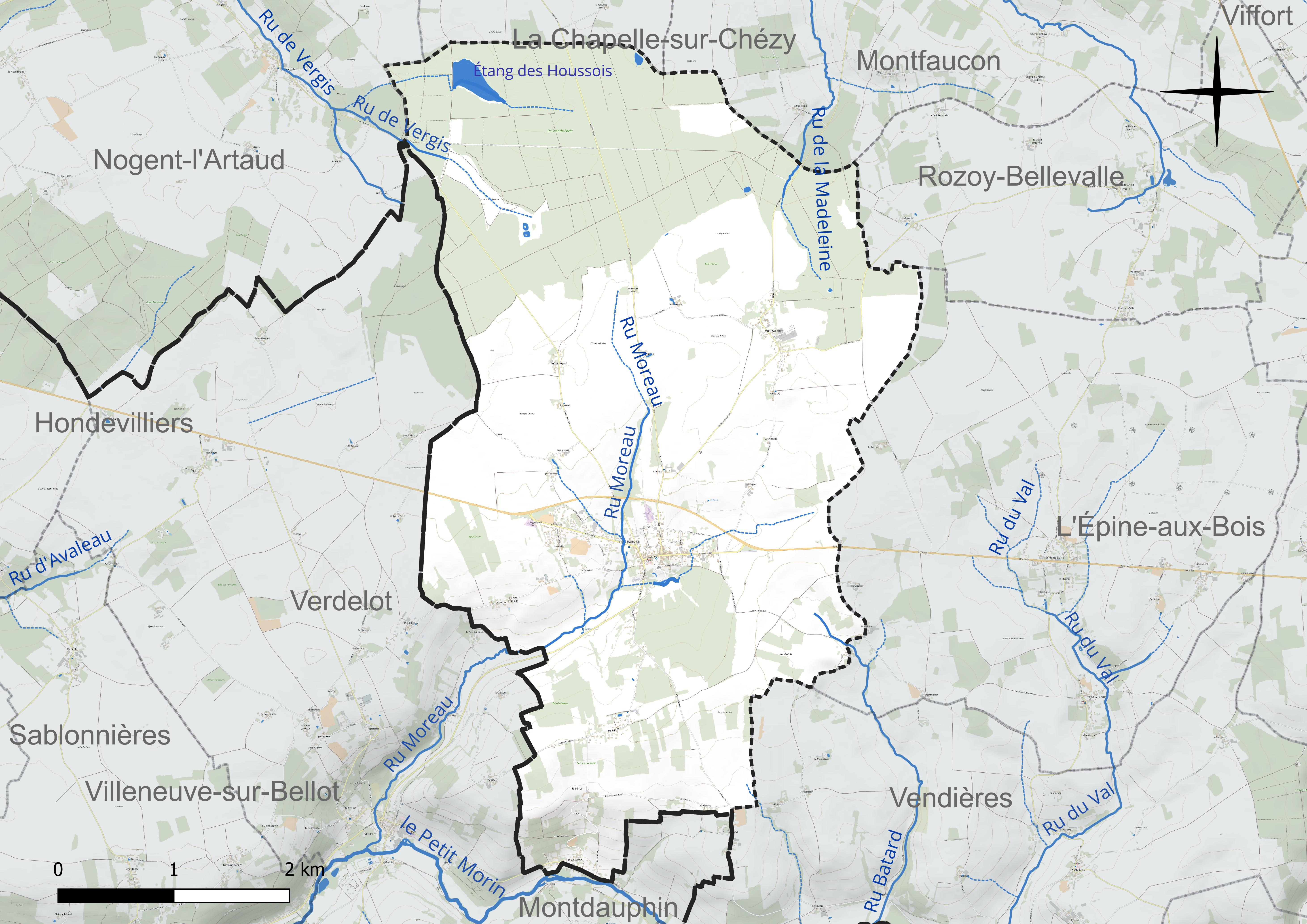
Réseau hydrographique de Viels-Maisons.

Un plan d'eau complète le réseau hydrographique : l'étang des Houssois (7,8 ha),.

#### Gestion et qualité des eaux
Le territoire communal est couvert par le schéma d'aménagement et de gestion des eaux (SAGE) « Petit et Grand Morin ». Ce document de planification concerne le territoire des bassins versants du Petit Morin (630 km2) et du Grand Morin (1 185 km2) et se répartit sur trois départements (la Marne, l'Aisne et la Seine-et-Marne). Il a été approuvé le 21 octobre 2016. La structure porteuse de l'élaboration et de la mise en œuvre est le Syndicat mixte d'aménagement et de gestion des eaux (SMAGE) - EPAGE.
La qualité des cours d'eau peut être consultée sur un site dédié géré par les agences de l'eau et l'Agence française pour la biodiversité.

### Climat
Pour des articles plus généraux, voir Climat des Hauts-de-France et Climat de l'Aisne.
En 2010, le climat de la commune est de type climat océanique dégradé des plaines du Centre et du Nord, selon une étude du CNRS s'appuyant sur une série de données couvrant la période 1971-2000. En 2020, Météo-France publie une typologie des climats de la France métropolitaine dans laquelle la commune est exposée à un climat océanique altéré et est dans la région climatique Nord-est du bassin Parisien, caractérisée par un ensoleillement médiocre, une pluviométrie moyenne régulièrement répartie au cours de l'année et un hiver froid (3 °C).
Pour la période 1971-2000, la température annuelle moyenne est de 10,4 °C, avec une amplitude thermique annuelle de 15,5 °C. Le cumul annuel moyen de précipitations est de 770 mm, avec 12 jours de précipitations en janvier et 8,4 jours en juillet. Pour la période 1991-2020, la température moyenne annuelle observée sur la station météorologique la plus proche, située sur la commune de Blesmes à 16 km à vol d'oiseau, est de 10,6 °C et le cumul annuel moyen de précipitations est de 713,0 mm,. Pour l'avenir, les paramètres climatiques de la commune estimés pour 2050 selon différents scénarios d'émission de gaz à effet de serre sont consultables sur un site dédié publié par Météo-France en novembre 2022.

## Urbanisme

### Typologie
Au 1er janvier 2024, Viels-Maisons est catégorisée bourg rural, selon la nouvelle grille communale de densité à 7 niveaux définie par l'Insee en 2022.
Elle est située hors unité urbaine. Par ailleurs la commune fait partie de l'aire d'attraction de Paris, dont elle est une commune de la couronne,.

### Occupation des sols
L'occupation des sols de la commune, telle qu'elle ressort de la base de données européenne d'occupation biophysique des sols Corine Land Cover (CLC), est marquée par l'importance des territoires agricoles (64,6 % en 2018), en diminution par rapport à 1990 (65,8 %). La répartition détaillée en 2018 est la suivante : 
terres arables (50,3 %), forêts (32,8 %), prairies (10,4 %), zones agricoles hétérogènes (3,9 %), zones urbanisées (2,6 %).
L'évolution de l'occupation des sols de la commune et de ses infrastructures peut être observée sur les différentes représentations cartographiques du territoire : la carte de Cassini (XVIIIe siècle), la carte d'état-major (1820-1866) et les cartes ou photos aériennes de l'IGN pour la période actuelle (1950 à aujourd'hui).

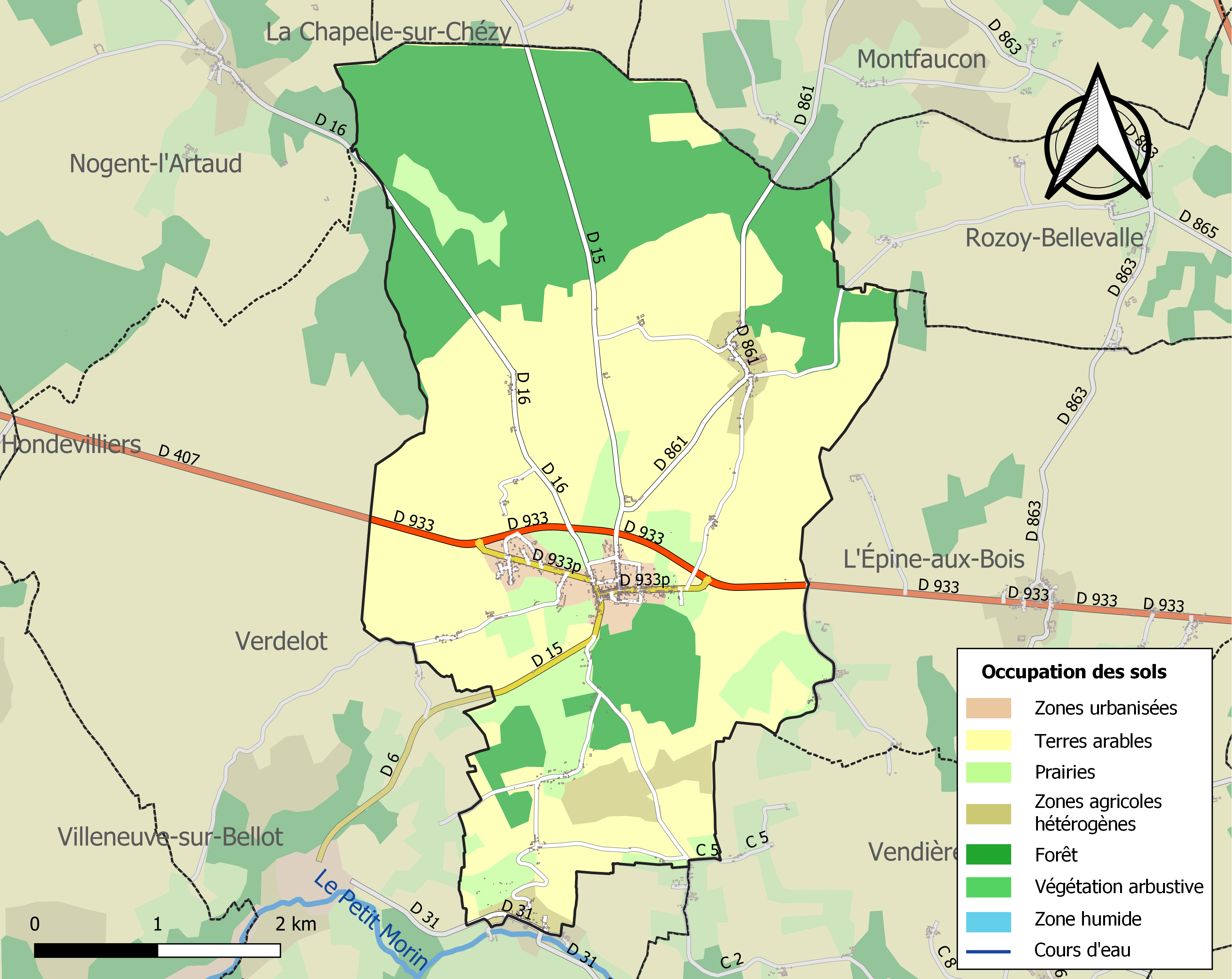
Carte de l'occupation des sols de la commune en 2018 (CLC).

## Toponymie
Le nom de la localité est attesté sous les formes Ecclesia de Veteris domibus (1301) ; Vies-Maison-en-Brie (1379) ; Vieilzmaisons (1452) ; Vieux-Maisons (1697) ; Viemaisons (1709) ; Vieux-Maisons-le-Vidame (1748) ; Viels-Maisons.
De l'adjectif féminin pluriel archaïque de l'oïl vielz « vieilles » et « maisons ».

## Histoire
Viels-Maisons fait partie du parcours de la famille royale dans l'épisode de la fuite de Varennes. Arrivé le 21 juin 1791 à 10 heures, le roi est reconnu par l'aubergiste François Picard. La famille royale est arrêtée à Varennes dans la soirée, puis reconduite à Paris.

## Politique et administration

### Découpage territorial
La commune de Viels-Maisons est membre de la communauté de communes du Canton de Charly-sur-Marne, un établissement public de coopération intercommunale (EPCI) à fiscalité propre créé le 29 décembre 1995 dont le siège est à Charly-sur-Marne. Ce dernier est par ailleurs membre d'autres groupements intercommunaux.
Sur le plan administratif, elle est rattachée à l'arrondissement de Château-Thierry, au département de l'Aisne et à la région Hauts-de-France. Sur le plan électoral, elle dépend du  canton d'Essômes-sur-Marne pour l'élection des conseillers départementaux, depuis le redécoupage cantonal de 2014 entré en vigueur en 2015, et de la cinquième circonscription de l'Aisne  pour les élections législatives, depuis le dernier découpage électoral de 2010.

### Administration municipale
| Période                                  | Période                       | Identité                          | Étiquette    | Qualité                                |
| ---------------------------------------- | ----------------------------- | --------------------------------- | ------------ | -------------------------------------- |
| Les données manquantes sont à compléter. |                               |                                   |              |                                        |
| Environ 1850                             | 1870                          | Eugène de Ladoucette              | Bonapartiste |                                        |
| 1977                                     | 2008                          | Armand de Ladoucette              |              | Baron Chevalier de la Légion d'honneur |
| mars 2001                                | mars 2008                     | Laurent Doulcier[réf. nécessaire] |              |                                        |
| mars 2008                                | mars 2014                     | Jean Michel                       |              |                                        |
| mars 2014                                | juillet 2020                  | Sylvain Letendre                  | SE           | Agent immobilier                       |
| juillet 2020                             | En cours (au 14 juillet 2020) | Alexandre Lemoine                 |              |                                        |

## Démographie
L'évolution du nombre d'habitants est connue à travers les recensements de la population effectués dans la commune depuis 1793. Pour les communes de moins de 10 000 habitants, une enquête de recensement portant sur toute la population est réalisée tous les cinq ans, les populations de référence des années intermédiaires étant quant à elles estimées par interpolation ou extrapolation. Pour la commune, le premier recensement exhaustif entrant dans le cadre du nouveau dispositif a été réalisé en 2005.

En 2022, la commune comptait 1 199 habitants, en évolution de −0,17 % par rapport à 2016 (Aisne : −1,97 %, France hors Mayotte : +2,11 %).
| 1793 | 1800 | 1806 | 1821 | 1831 | 1836 | 1841  | 1846  | 1851  |
| ---- | ---- | ---- | ---- | ---- | ---- | ----- | ----- | ----- |
| 820  | 975  | 940  | 690  | 884  | 955  | 1 036 | 1 050 | 1 047 |

| 1856  | 1861  | 1866  | 1872  | 1876 | 1881 | 1886 | 1891 | 1896 |
| ----- | ----- | ----- | ----- | ---- | ---- | ---- | ---- | ---- |
| 1 004 | 1 016 | 1 007 | 1 006 | 943  | 898  | 947  | 943  | 917  |

| 1901 | 1906 | 1911 | 1921 | 1926 | 1931 | 1936 | 1946 | 1954 |
| ---- | ---- | ---- | ---- | ---- | ---- | ---- | ---- | ---- |
| 918  | 940  | 906  | 850  | 823  | 827  | 740  | 724  | 671  |

| 1962 | 1968 | 1975 | 1982 | 1990 | 1999 | 2005 | 2006 | 2010  |
| ---- | ---- | ---- | ---- | ---- | ---- | ---- | ---- | ----- |
| 669  | 680  | 668  | 744  | 869  | 962  | 950  | 955  | 1 052 |

| 2015  | 2020  | 2022  | - | - | - | - | - | - |
| ----- | ----- | ----- | - | - | - | - | - | - |
| 1 179 | 1 214 | 1 199 | - | - | - | - | - | - |

## Lieux et monuments

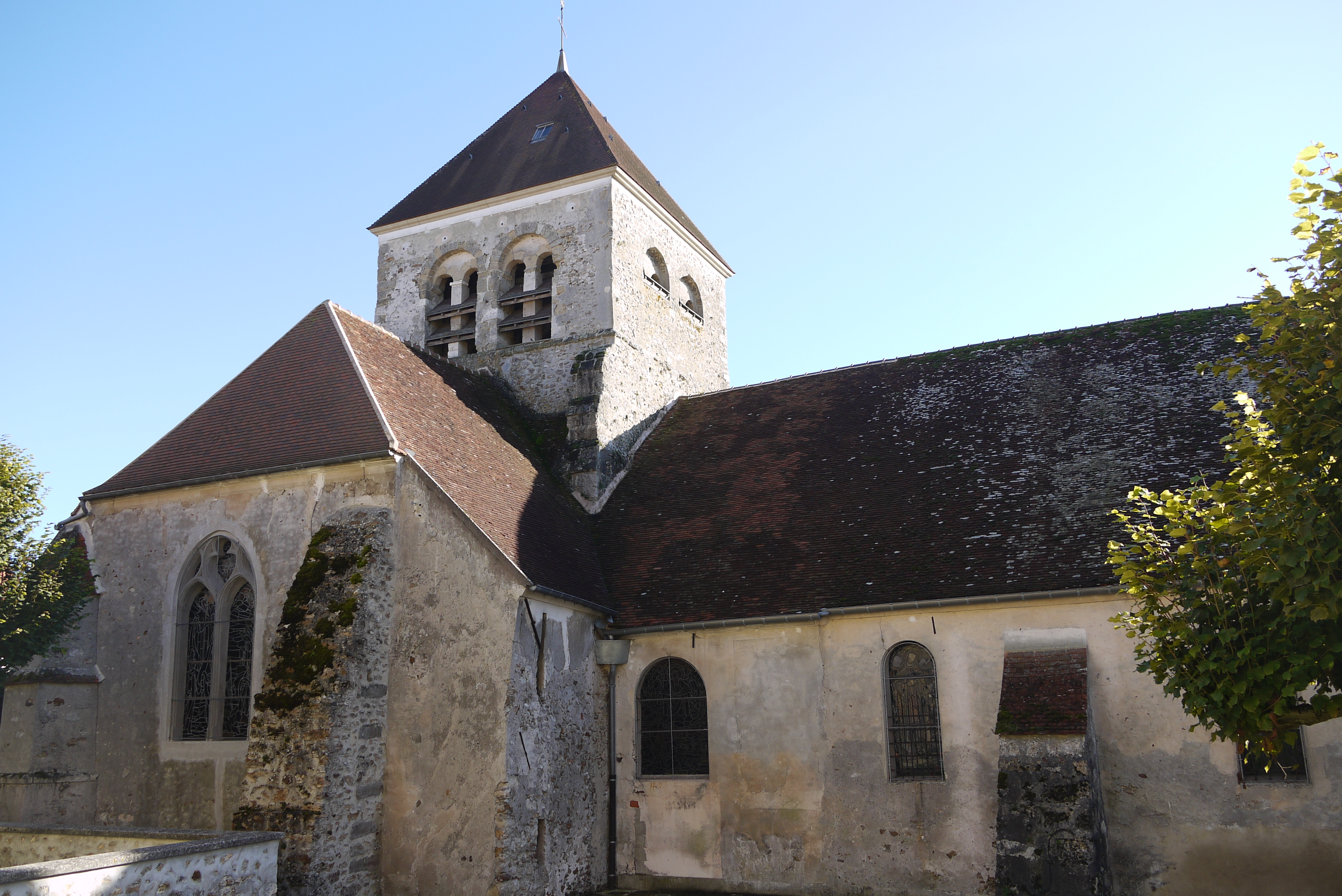
Église Sainte-Croix.

- L'église Sainte-Croix (porche du XIIe siècle).
- Les jardins de Viels-Maisons aménagés par Bertrande de Ladoucette[32].
- Le château de Viels-Maisons. Il est privé, dont une partie du parc est inscrite au titre des Monuments historiques depuis le 28 novembre 1997[33].

## Personnalités liées à la commune
- Eugène de Ladoucette.